# Бросненське чудовисько
Брóсненське чудовисько, також відоме як Бросненський дракон, Бросненський змій або Брóсня — назва легендарного монстра, який, згідно з місцевими повір'ями, нібито мешкає в озері Бросно і річці Бросниця, що витікає з нього, поблизу міста Андреаполь (Тверська область, Росія). Згідно з описами, істота виглядає як крупна рептилія, вкрита лускою і схожа на дракона або плезіозавра — зазвичай повідомляють про голову на довгій шиї і довгий тонкий хвіст, що стирчать з-під води. Розміри істоти оцінюють щонайменше у 5 метрів завдовжки. Будь-яких серйозних доказів існування «Бросні» на сьогодні не існує.

## Історія та легенди
У місцевому фольклорі існує численна кількість історій про «Бросненського змія», найдавніша з яких сягає XIII століття. Згідно з цією легендою, «Бросня» атакував військо хана Батия, що зупинилося на привал біля озера під час походу на Новгород. Чудовисько розірвало і почало їсти коней, що підійшли попити води, а потім напало і на воїнів. Це викликало таку паніку у війську, що хан звелів відступити і взагалі відмовився від походу.
Здавна відомі легенди про «величезну пащу», яка перевертає човни і навіть пожирає рибалок. Також у літописах відзначено загадкові піщані острівці, що виникають в озері і швидко зникають. Існує історія про варягів, які вирішили закопати скарб на одному з острівців, але з озера з'явилося величезне чудовисько і проковтнуло острівець — за різними варіантами до або після того, як скарб був закопаний; також існує варіант, за яким істота напала на човен самих варягів і потопила його
. У XVIII і XIX століттях часто з'являлися чутки про велику істоту, що вечорами виринала на поверхню озера, але при наближенні людей відразу ж пірнала.
Більш сучасна легенда розповідає про те, що під час Другої світової війни чудовисько з'їло німецького пілота. За одними версіями, льотчик вистрибнув з підбитого літака з парашутом і потрапив у озеро, де його атакувала невідома істота. В іншому ж варіанті цієї історії, чудовисько саме потопило літак, кинувшись на нього, коли він, очевидно будучи підбитим, летів дуже низько над водою.
У 1996 році група московських туристів, що відпочивали на березі озера, нібито бачили, як з води виступає щось схоже на спинний гребінь якоїсь великої рептилії. Один з них встиг сфотографувати це, перш ніж істота знову занурилася. Світлина має надто низьку якість, і на ній взагалі важко роздивитися будь-що у воді. Тим не менш, ця історія привернула увагу до озера і легендарної істоти, що начебто у ньому мешкає.
У 2001 році в російській пресі повідомлялося про зникнення на озері маленької дівчинки, що перебувала на березі на пікніку з батьками. Перед зникненням вона нібито розповіла батькам, що щойно бачила у воді якесь «чудовисько», але їй ніхто не повірив. Дівчинка знову побігла до озера, і після цього її ніхто більше не бачив ні живою, ні мертвою. Наскільки можна довіряти джерелам цієї історії — не визначено.

## Дослідження і можливі пояснення
Науковці скептично ставляться до стверджень про існування подібної істоти в озері Бросно. Зокрема, максимальна глибина озера становить лише 43 метри, що вважається недостатнім для того, щоб там могла непомітно мешкати настільки велика тварина. До того ж, навряд чи велика холоднокровна водна істота змогла б пережити місцеву зиму.
Спостереження істоти часто пояснюють тим, що за криптида приймають бобрів, видр, великих старих щук або інших тварин, що мешкають у цій водоймі, або ж групи диких кабанів, оленів чи лосів, що перепливають озеро. Дослідження двох відеозаписів, на яких нібито було зафільмовано чудовисько, виявило, що насправді на них зображено, відповідно, кабана і качку. Інша гіпотеза припускає, що спостереження чудовиська пояснюються оптичною ілюзією — відображення великих зграй корюшок на поверхні через заломлення світла нагадує силует великої тварини. Подібне явище спостерігається у спекотну погоду, а «Бросню» як раз зазвичай бачать влітку.
Також припускається, що з дна озера можуть підійматися великі бульбашки сірководню. Їх можна прийняти за невідому істоту, також подібна бульбашка дійсно може перевернути човна і призвести до загибелі людей (див. статтю «Лімнологічна катастрофа»). До спливання подібної бульбашки може призвести, наприклад, скидання якоря. Ця здогадка частково підтвердилася під час експедиції 2002 року, коли екіпаж російського дослідницького човна за допомогою ехолота виявив на дні озера великий об'єкт розміром кілька метрів. Спроба перевірити, чи не являє об'єкт собою живу істоту, за допомогою підводної петарди, призвела до того, що з дна піднялася велика бульбашка сірководню, ледь не перевернувши човна і перелякавши його екіпаж.